# 161 Athor
161 Athor è un asteroide della fascia principale del sistema solare.

## Storia
Athor fu scoperto il 19 aprile 1876 da James Craig Watson dall'Osservatorio Detroit dell'Università del Michigan, ad Ann Arbor, negli USA. Fu battezzato così in onore di Hathor, divinità egizia della fertilità.